# Columbarium
El término columbarium significa propiamente palomar y se refiere a los palomares construidos en la Antigua Roma.
Los romanos habían hecho de la explotación de los pichones una práctica económica ventajosa y, al efecto, construyeron  edificios concebidos, ejecutados y sostenidos con un cuidado especial para la cría de palomas. Varrón describe uno que podría contener hasta cinco mil pichones. Los palomares eran ordinariamente de forma redonda, cubiertos por una cúpula, aireados por ventanas guarnecidas de enrejados que no tenían otra abertura practicable que una pequeña puerta. La parte interior de las paredes, desde el suelo hasta la bóveda, estaba cubierta de un gran número de pequeños nichos redondos, de tres palmos de diámetro, que se designaba también bajo el nombre de columburia.